# بخش کارزان
بخش کارزان، یکی از بخش‌های شهرستان سیروان در استان ایلام ایران است. مرکز این بخش، شهر کارزان است.

## تقسیمات کشوری
- بخش کارزان
  - دهستان زنگوان
  - دهستان کارزان

شهر: کارزان

## جمعیت
بر پایه سرشماری عمومی نفوس و مسکن در سال ۱۳۹۵، جمعیت بخش کارزان برابر با ۷٬۲۵۲ نفر بوده است.